# Zbiersk (stacja kolejowa)
Zbiersk – stacja kolejowa w Zbiersku-Cukrowni, w Polsce, w województwie wielkopolskim, w powiecie kaliskim, w gminie Stawiszyn.
Została zbudowana w latach 1914-1917 razem z linią do Turku. W lipcu 1991 roku została zamknięta dla ruchu pasażerskiego, wznowionego w czerwcu 2002. Należy do Kaliskiej Kolei Dojazdowej. Obecnym jej operatorem jest Stowarzyszenie Kolejowych Przewozów Lokalnych. Obecnie pociągi pasażerskie kursują na trasie Zbiersk-Petryki-Złotniki Wielkie. Operatorem jest Shortlines.pl (Grupa SKPL).